# رشاد مكانتس
رشاد مكانتس (بالإنجليزية: Rashad McCants)‏ مواليد 25 سبتمبر 1984 في آشفيل، هو لاعب كرة سلة أمريكي بدأ مسيرته الاحترافية في سنة 2005. يبلغ طوله 6 قدم 4 بوصة (1.9 م).

## فرق لعب لها
- مينيسيوتا تيمبر وولفز
- سكرامنتو كينغز
- فوشان دراليونز

## روابط خارجية
- رشاد مكانتس على موقع إن بي أي (الإنجليزية)
- رشاد مكانتس على موقع سبورتس رفرنس (الإنجليزية)
- رشاد مكانتس على موقع كرة السلة الأوروبية.كوم (الإنجليزية)
- رشاد مكانتس على موقع كلية كرة السلة في سبورتس رفرنس.كوم (الإنجليزية)
- رشاد مكانتس على موقع ريلجم (الإنجليزية)
- رشاد مكانتس على موقع بروبوليرز (الإنجليزية)
- رشاد مكانتس على موقع سبورتس رفرنس (الإنجليزية)